# Rudolf Haag
Rudolf Haag (17 de agosto de 1922 - 5 de enero de 2016) fue un físico teórico alemán que se ocupó principalmente de los fundamentos de la teoría cuántica de campos. Fue uno de los fundadores de la formulación moderna de la teoría cuántica de campos e identificó la estructura formal en términos del principio de localidad y los observables locales. También realizó importantes avances en los fundamentos de la mecánica estadística cuántica.

## Biografía
Rudolf Haag nació el 17 de agosto de 1922 en Tubinga, una ciudad universitaria situada en el centro de Baden-Württemberg. Su familia pertenecía a la clase media culta. La madre de Haag era la escritora y política Anna Haag. Su padre, Albert Haag, era profesor de matemáticas en un Gymnasium. Tras terminar el bachillerato en 1939, visitó a su hermana en Londres poco antes del comienzo de la Segunda Guerra Mundial. Fue internado como "extranjero enemigo" y pasó la guerra en un campo de civiles alemanes en Manitoba. Allí aprovechó su tiempo libre después del trabajo obligatorio diario para estudiar física y matemáticas como autodidacta.
Tras la guerra, Haag regresó a Alemania y se matriculó en la Universidad Técnica de Stuttgart en 1946, donde se graduó como físico en 1948. En 1951 se doctoró en la Universidad de Múnich bajo la dirección de Fritz Bopp y se convirtió en su asistente hasta 1956. En abril de 1953, se unió al grupo de estudio teórico del CERN en Copenhague.} dirigido por Niels Bohr. Tras un año, volvió a su puesto de asistente en Múnich y completó la habilitación alemana en 1954. De 1956 a 1957 trabajó con Werner Heisenberg en el Instituto Max Planck de Física en Göttingen.
De 1957 a 1959 fue profesor visitante en la Universidad de Princeton y de 1959 a 1960 trabajó en la Universidad de Marsella. En 1960 se convirtió en profesor de Física en la Universidad de Illinois Urbana-Champaign. En 1965, él y Res Jost fundaron la revista Communications in Mathematical Physics. Haag siguió siendo el primer editor jefe hasta 1973. En 1966, aceptó el puesto de profesor de física teórica en la Universidad de Hamburgo, donde permaneció hasta su jubilación en 1987. Tras su jubilación, trabajó en el concepto de event físico cuántico.
Haag se interesó por la música desde muy joven. Comenzó a aprender a tocar el violín, pero más tarde prefirió el piano, que tocaba casi a diario. En 1948, Haag se casó con Käthe Fues,{{refn|group=nota|Käthe Fues era una de las hijas del físico teórico alemán Erwin Fues.}con quien tuvo cuatro hijos, Albert, Friedrich, Elisabeth y Ulrich. Tras su jubilación, se trasladó junto a su segunda esposa Barbara Klie a Schliersee, un pueblo de pastores en las montañas de Baviera. Murió el 5 de enero de 2016, en Fischhausen-Neuhaus, en el sur de Baviera.

## Carrera científica
Al principio de su carrera, Haag contribuyó significativamente a los conceptos de la teoría cuántica de campos, incluyendo el teorema de Haag, del que se deduce que la imagen de interacción de la mecánica cuántica no existe en la teoría cuántica de campos. Se hizo necesario un nuevo enfoque para la descripción de los procesos de dispersión de partículas. En los años siguientes Haag desarrolló lo que se conoce como teoría de la dispersión de Haag-Ruelle.
Durante este trabajo, se dio cuenta de que la relación estrecha entre campos y partículas que se había postulado hasta ese momento, no estaba propiamente definida, y que la interpretación de las partículas debía basarse en el principio de localidad de Albert Einstein, que asigna operadores a regiones del espacio-tiempo. Estas ideas encontraron su formulación final en los axiomas de Haag-Kastler para los observables locales de las teorías cuánticas de campo. Este marco teórico utiliza elementos de una teoría basada en el álgebra de operadores y por ello se denomina teoría cuántica de campos algebraica (AQFT) o, desde el punto de vista físico, como física local cuántica.
Este concepto resultó fructífero para comprender las propiedades fundamentales de cualquier teoría en el espacio-tiempo de Minkowski cuatridimensional. Sin hacer suposiciones sobre los campos de cambio de carga no observables, Haag, en colaboración con Sergio Doplicher y John E. Roberts, dilucidó la posible estructura de los sectores de superselección de los observables en teorías con fuerzas de corto alcance. Los sectores siempre pueden componerse entre sí, cada sector satisface la estadística de Bose-Einstein o la estadística de Fermi-Dirac y para cada sector existe un sector conjugado. Estas ideas corresponden a la aditividad de las cargas en la interpretación de las partículas, a la alternativa Bose-Fermi para la estadística de partículas y a la existencia de antipartículas. En el caso especial de los sectores simples, se reconstruyeron a partir de los observables un grupo de gauge global y campos portadores de cargas, que pueden generar todos los sectores a partir del estado de vacío. Estos resultados fueron posteriormente generalizados para sectores arbitrarios en el Teorema de dualidad de Doplicher-Roberts. La aplicación de estos métodos a las teorías en espacios de baja dimensión también condujo a la comprensión de la aparición de estadísticas de grupo de trenzas y grupo cuántico.
mecánica estadística cuántica, Haag, junto con Nicolaas M. Hugenholtz y Marius Winnink, logró generalizar la caracterización de Gibbs-von Neumann de los estados de equilibrio térmico utilizando la condición KMS (llamada así por Ryogo Kubo, Paul C. Martin, y Julian Schwinger) de tal manera que se extiende a sistemas infinitos en el límite termodinámico. Resultó que esta condición también desempeña un papel destacado en la teoría del álgebra de von Neumann y dio lugar a la teoría de Tomita-Takesaki. Esta teoría ha demostrado ser un elemento central en el análisis estructural y recientemente{{refn|group=nota|se refiere a la teorías cuánticas de campos algebraicas nacidas a principios de este siglo. Son diferentes respecto a las teorías constructivas desarrolladas matemáticamente en los años 70 y 80 inspiradas en las ideas semiclásicas. Véase, por ejemplo, el resumen histórico de Summers.}también en la construcción de modelos teóricos de campos cuánticos concretos.. Junto con Daniel Kastler y Ewa Trych-Pohlmeyer, Haag también logró derivar la condición KMS a partir de las propiedades de estabilidad de los estados de equilibrio térmico. Junto con Huzihiro Araki, Daniel Kastler y Masamichi Takesaki, también desarrolló una teoría del potencial químico en este contexto.
El marco creado por Haag y Kastler para estudiar las teorías cuánticas de campo en el espacio de Minkowski puede transferirse a las teorías en el espaciotiempo curvo. Al trabajar con Klaus Fredenhagen, Heide Narnhofer y Ulrich Stein, Haag hizo importantes contribuciones a la comprensión del efecto Unruh y la radiación de Hawking.
Haag tenía cierta desconfianza hacia lo que consideraba desarrollos especulativos en física teórica pero ocasionalmente se ocupaba de estas cuestiones. La contribución más conocida es el teorema de Haag-Łopuszański-Sohnius, que clasifica las posibles supersimetrías de la matriz S que no están cubiertas por el teorema de Coleman-Mandula.

## Publicaciones

### Libro de texto
- Haag, Rudolf (1996). Local quantum physics: Fields, particles, algebras (2 edición). Springer-Verlag Berlin Heidelberg. ISBN 978-3-540-61049-6. doi:10.1007/978-3-642-61458-3.

### Artículos seleccionados
- Haag, Rudolf (1955). «On quantum field theories». Dan. Mat. Fys. Medd. 29 (12): 1-37. (Teorema de Haag)

- Haag, Rudolf (1958). «Quantum field theories with composite particles and asymptotic conditions». Physical Review 112 (2): 669-673. Bibcode:1958PhRv..112..669H. doi:10.1103/PhysRev.112.669. (Teoría de dispersión de Haag–Ruelle)

- Haag, Rudolf; Kastler, Daniel (1964). «An Algebraic approach to quantum field theory». Journal of Mathematical Physics 5 (7): 848-861. Bibcode:1964JMP.....5..848H. doi:10.1063/1.1704187. (Axiomas de Haag–Kastler)

- Doplicher, Sergio; Haag, Rudolf; Roberts, John E. (1971). «Local observables and particle statistics. 1». Communications in Mathematical Physics 23 (3): 199-230. Bibcode:1971CMaPh..23..199D. S2CID 189833852. doi:10.1007/BF01877742.

- Doplicher, Sergio; Haag, Rudolf; Roberts, John E. (1974). «Local observables and particle statistics. 2». Communications in Mathematical Physics 35 (1): 49-85. Bibcode:1974CMaPh..35...49D. S2CID 73627903. doi:10.1007/BF01646454. (Análisis de Doplicher-Haag-Roberts de la estructura de superselección)

- Haag, Rudolf; Hugenholtz, Nico M.; Winnink, Marius (1967). «On the Equilibrium states in quantum statistical mechanics». Communications in Mathematical Physics 5 (3): 215-236. Bibcode:1967CMaPh...5..215H. S2CID 120899390. doi:10.1007/BF01646342. (Condición KMS)

- Haag, Rudolf; Kastler, Daniel; Trych-Pohlmeyer, Ewa B. (1974). «Stability and equilibrium states». Communications in Mathematical Physics 38 (3): 173-193. Bibcode:1974CMaPh..38..173H. S2CID 123017142. doi:10.1007/BF01651541. (Estabilidad y condición KMS)

- Araki, Huzihiro; Kastler, Daniel; Takesaki, Masamichi; Haag, Rudolf (1977). «Extension of KMS States and Chemical Potential». Communications in Mathematical Physics 53 (2): 97-134. Bibcode:1977CMaPh..53...97A. S2CID 122319446. doi:10.1007/BF01609126. (condición KMS condition y potencial químico)

- Haag, Rudolf; Narnhofer, Heide; Stein, Ulrich (1984). «On Quantum Field Theory in Gravitational Background». Communications in Mathematical Physics 94 (2): 219-238. Bibcode:1984CMaPh..94..219H. S2CID 189832431. doi:10.1007/BF01209302. (Efecto Unruh)

- Fredenhagen, Klaus; Haag, Rudolf (1990). «On the Derivation of Hawking Radiation Associated With the Formation of a Black Hole». Communications in Mathematical Physics 127 (2): 273-284. Bibcode:1990CMaPh.127..273F. S2CID 122962630. doi:10.1007/BF02096757. (Radiación de Hawking)

- Haag, Rudolf; Lopuszanski, Jan T.; Sohnius, Martin (1975). «All possible generators of supersymmetries of the S-matrix». Nuclear Physics B 88 (2): 257-274. Bibcode:1975NuPhB..88..257H. doi:10.1016/0550-3213(75)90279-5. (Clasificación de la supersimetría)

- Haag, Rudolf (1990). «Fundamental Irreversibility and the Concept of Events». Communications in Mathematical Physics 132 (1): 245-252. Bibcode:1990CMaPh.132..245H. S2CID 120715539. doi:10.1007/BF02278010. (Concepto de suceso)

### Otros
- Buchholz, Detlev; Haag, Rudolf (2000). «The Quest for understanding in relativistic quantum physics». Journal of Mathematical Physics 41 (6): 3674-3697. Bibcode:2000JMP....41.3674B. S2CID 2088998. arXiv:hep-th/9910243. doi:10.1063/1.533324.

- Haag, Rudolf (2000). «Questions in quantum physics: A Personal view». Mathematical Physics 2000: 87-100. Bibcode:2000hep.th....1006H. ISBN 978-1-86094-230-3. S2CID 15880862. arXiv:hep-th/0001006. doi:10.1142/9781848160224_0005.

- Haag, Rudolf (2010). «Some people and some problems met in half a century of commitment to mathematical physics». The European Physical Journal H 35 (3): 263-307. Bibcode:2010EPJH...35..263H. S2CID 59320730. doi:10.1140/epjh/e2010-10032-4.

- Haag, Rudolf (2010). «Local algebras. A look back at the early years and at some achievements and missed opportunities». The European Physical Journal H 35 (3): 255-261. Bibcode:2010EPJH...35..255H. S2CID 122586098. doi:10.1140/epjh/e2010-10042-7.

- Haag, Rudolf (2015). «Faces of Quantum Physics». The Message of Quantum Science. Lecture Notes in Physics 899. Springer, Berlin, Heidelberg. pp. 219-234. ISBN 978-3-662-46422-9. doi:10.1007/978-3-662-46422-9_9.

- Haag, Rudolf (2019). «On quantum theory». International Journal of Quantum Information 17 (4): 1950037-1-9. Bibcode:2019IJQI...1750037H. doi:10.1142/S0219749919500370.

## Nota
1. ↑  Como el laboratorio de Ginebra estaba todavía en construcción, el grupo de estudio fue acogido por el Instituto Niels Bohr de Copenhague
2. ↑  Haag se casó con Barbara Klie tras la prematura muerte de Käthe.
3. ↑  El teorema de Haag afirma que la representación habitual del espacio de Fock no puede utilizarse para describir campos cuánticos relativistas que interactúan con relaciones de conmutación canónicas. Se necesitan representaciones no equivalentes del espacio de Hilbert de los campos
4. ↑  La única suposición adicional a los axiomas de Haag-Kastler para los observables en este análisis fue el postulado de la dualidad de Haag, que fue establecido posteriormente por Joseph J. Bisognano y Eyvind H. Wichmann en el marco de la teoría cuántica de campos; también se prescindió de la discusión de la estadística infinita.
5. ↑  Una visión general de la construcción de un gran número de modelos con estos métodos puede encontrarse en el capítulo de Lechner
6. ↑  El teorema de Sidney Coleman y Jeffrey Mandula excluye un acoplamiento no trivial de grupos de simetría interna bosónica con simetrías geométricas (grupo de Poincaré). La supersimetría, en cambio, permite tal acoplamiento.